# World of Warcraft: Wrath of the Lich King

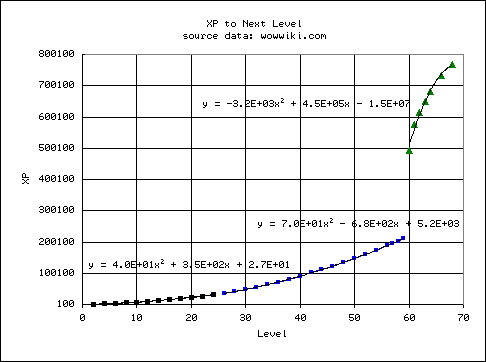
XP graph to next level.

World of Warcraft: Wrath of the Lich King  (em português, World of Warcraft: A Fúria do Lich Rei) é o título da segunda expansão do jogo World of Warcraft, popular série de MMORPG.
A expansão tem lugar num novo cenário, um continente ao norte dos Reinos do Leste e Kalimdor. Este continente de tundras e fiordes, chamado Nortundria (Northrend), é governado pelo Lich Rei, Arthas. A região foi confirmada no primeiro dia na BlizzCon 2007, em 3 de Agosto.
A expansão começou com os testes na versão beta em 17 de Julho de 2008, enquanto que os convites aos utilizadores para teste iniciaram a 4 de Agosto de 2008 (opt-in beta test keys). Wrath of the Lich King foi lançado dia 13 de Novembro de 2008 na Europa.

## Jogabilidade

### Aumento de nível
Assim como a primeira expansão World of Warcraft: The Burning Crusade aumentou o nível máximo de 60 para 70, Wrath of the Lich King aumentará o nível máximo de 70 para 80.

### Nortundria
Nortundria, ou Northrend, é um continente em forma de meia-lua situado ao norte de Azeroth. O continente possui aproximadamente metade do tamanho dos Reinos do Leste, mas espera-se que iguale a Terralém em tamanho. Embora Nortundria seja conhecido por sua neve e gelo, os desenvolvedores declararam que partes do continente não serão totalmente congeladas. Nortundria se compõe de onze zonas, recomendadas para jogadores acima do nível 68, embora jogadores de qualquer nível possam viajar para Nortundria. Jogadores pousarão nas zonas de Howling Fjord ou Borean Tundra, localizados em lados opostos do continente, quando chegarem pela primeira vez. Howling Fjord é o lar dos malignos meio-gigantes, conhecido como Vrykul (claramente criado em homenagem aos viquingues) assim como Bastilha Utgarde , a primeira masmorra descrita na expansão. Enquanto isso, as nagas estão tentando derreter o gelo do continente em Borean Tundra. As zonas do Templo das serpes e Grizzly Hills estão localizadas na parte centro-sul do continente. Furbolgs residem nas florestas de Grizzly Hillls. o templo das serpes possui cemitérios de dragões. Lake Wintergrasp será a primeira zona completamente player-vs-player (PvP) em World of Warcraft, mesmo em servers player-vs-environment (PvE).
Os Renegados e sua rainha Banshee, Sylvana Correventos, também chegam com uma nova praga que eles esperam ser efetiva contra os mortos-vivos do Lich Rei. Os Renegados estão em busca de vingança por terem sido sujeitados à magia de Arthas. Eles recentemente criaram um acampamento chamado "Nova Agamand" em Howling Fjord.
Os magos de Dalaran também se realocaram em Nortundria para lidar com a ameaça crescente da Revoada Dragonica Azul e Arthas. A cidade de Dalaran funcionará como uma cidade santuário neutra, similar a cidade de Shattrath em Terralém. Dalaran está levitando a grandes alturas mas pode ser acessada a pé ou por montaria voadora.
Arthas (o Lich Rei do título) é o foco principal de toda a expansão, de acordo com os desenvolvedores da Blizzard.

### Instâncias
Novas instâncias foram anunciadas na BlizzCon 2007. Será implementada uma nova instância em Caverns of Time, além de outras nos continentes já existentes. Em Northrend, estarão localizadas instâncias de 5, 10 e 25 jogadores, que incluem:
- Bastilha Utgarde - Uma instância em Howling Fjord, lar de Vrykul, uma criatura do tipo viquingue devota em servir o Lich King.
- Grizzlemaw - Localizado em Grizzly Hills, lar dos furlbogs.
- Azjol-Nerub - O forte em ruínas pertencente à raça dos Nerubian, um tipo de humanóide-aranha.
- Cidadela Coroa de Gelo - Os jogadores irão combater Arthas, o Lich Rei e líder do Flagelo dos mortos-vivos.

### Classes Heróicas
Na BlizzCon 2007, a Blizzard também anunciou a estréia das classes heróicas, algo há muito aguardado em World of Warcraft. As classes heróicas (ou classes de Heróis) consistem em classes retiradas do jogo Warcraft III, mas como são demasiadamente fortes para começarem como um personagem de nível 1, não poderiam fazer o papel primário de uma classe. A Blizzard confirmou apenas uma classe heróica para esta expansão: Death Knight, ou Cavaleiro da Morte. Em uma entrevista com um desenvolvedor, ele disse que por enquanto só seria introduzida uma classe heróica, embora outras estejam planejadas para expansões futuras.

#### Cavaleiro da Morte
- O Cavaleiro da Morte, é a primeira classe heroica a ser anunciada para o World of Warcraft. Os Cavaleiros da Morte, de acordo com os desenvolvedores da Blizzard, serão capazes de fazer o papel de tanque eficientemente, e de dano. Eles serão aptos a usar armaduras tipo Placas e novas armas de Runas, como Machados com Runas e Espadas com Runas, mas não poderão equipar Escudos. Também terão uma habilidade de invocar uma criatura, porém esta habilidade será diferente da Invocação do Bruxo. De acordo com a entrevista, invocar um lacaio dos Cavaleiros da Morte é mais similar aos dos Sacerdotes e Magos, que tem lacaios com uma duração limitada, porém, com a especialização de Profano, o Cavaleiro da Morte é capaz de manter seu lacaio sem limite de tempo (Master of Ghouls). Ele não é considerado uma classe com ajudantes devido à esta habilidade.
- Essa nova classe só estará habilitada caso haja na sua conta um personagem de nível 55 ou superior (informação divulgada pela própria Blizzard). A nova classe irá começar no nível 55 em uma nova área (Terras Pestilentas Orientais), no continente dos Reinos do Leste, e ainda terá acesso a três árvores de talentos únicas (Talentos): (Profano, Sangue, Gélido). Tanto as facções da Aliança e Horda terão acesso à esta classe, mas a Blizzard ainda está trabalhando no Lore (tradições e crenças populares) para que os Cavaleiros da Morte sejam aceitos (ou usados) na Aliança.
- Os Cavaleiros da Morte, em vez de contarem com Energia, Raiva, ou Mana, irão usar um novo tipo de recurso: Poder Rúnico. As habilidades disponíveis para eles dependerão das Runas inseridas em suas armas (ícones para estas runas estão logo abaixo da barra de Poder Rúnico). Três tipos de Runas estarão disponíveis: Sangue, Gélida e Profana. Cada pedra rúnica terá habilidade e aparência únicas. Seis Runas podem ser combinadas em diferentes números e tipos. Feitiços diferentes irão requerer várias combinações de Runas, dependendo do poder no feitiço ou habilidade. As Runas entram em um período de esfriamento de aproximadamente 10 segundos/runa após serem usadas, mas existem ataques que restauram Runas instantaneamente.

### Melhoramento gráfico
A Blizzard anunciou uma reavaliação na engine gráfica de World of Warcraft para melhorar a qualidade dos gráficos com o lançamento da nova expansão. Por exemplo, os desenvolvedores estão experimentando um novo shader para ser usado nas áreas congeladas.

### Inscription
A Profissão de Inscription (Inscrição) é similar à profissão de Enchanting (Encantamento) de itens, porém, a Inscription também encantará feitiços. Por exemplo, um "Inscriptor" pode aprimorar um feitiço Fireball, dando-lhe a habilidade de fazer com que o alvo fique em Daze por 3 segundos, ou fazer com que a habilidade Shadowbolt cause 50 pontos de dano Shadow a mais. Com a criação desta nova profissão, o nivel máximo de qualquer profissão foi aumentado de 375 para 450, com novas receitas/manuais para cada profissão.